# Rorschwihr
Rorschwihr [ʁɔʁʃviʁ] (deutsch Rorschweier) ist ein Dorf und eine Gemeinde mit 366 Einwohnern (Stand 1. Januar 2022) im französischen Département Haut-Rhin in der Region Grand Est (bis 2015 Elsass). Die Gemeinde ist Mitglied des Gemeindeverbands Pays de Ribeauvillé.

## Geografie
Die Gemeinde Rorschwihr liegt im Elsass am Fuß der Vogesen, zwischen Sélestat und Ribeauvillé an der Elsässer Weinstraße. Das Gemeindegebiet gehört zum Regionalen Naturpark Ballons des Vosges.
In Rorschwihr gibt es Flurnamen wie Rotleibel, Moenchreben, Kappelweg, Weingarten, Oberer Weingarten, Pflaenzerreben, Stegreben, Grasberg, Kugelberg, Lachreben, Silberberg und Oberer Silberberg.

## Geschichte
Auf der Gemarkung beim Galgenberg befindet sich ein hallstattzeitlicher Grabhügel, aus späterer Zeit existieren Reste einer Römervilla. Als Chrodoldesvillare wurde der Ort im Jahr 742 erstmals urkundlich erwähnt. Später war er im Besitz der Rappoltsteiner und ab 1313 der Habsburger. Das lothringische Kloster Moyenmoutier (deutsch: Mittelmünster) besaß hier vom 12. Jahrhundert bis zur Revolution einen Dinghof, den Meyerhof. In der Revolution wurde das Anwesen als Nationalgut versteigert.
Von 1871 bis zum Ende des Ersten Weltkriegs gehörte Rorschweier als Teil des Reichslands Elsaß-Lothringen zum Deutschen Reich und war dem Kreis Rappoltsweiler im Bezirk Oberelsaß zugeordnet.

## Bevölkerungsentwicklung
| Jahr                                           | 1910 | 1962 | 1968 | 1975 | 1982 | 1990 | 1999 | 2006 | 2017 |
| ---------------------------------------------- | ---- | ---- | ---- | ---- | ---- | ---- | ---- | ---- | ---- |
| Einwohner                                      | 287  | 248  | 264  | 272  | 303  | 350  | 366  | 386  | 372  |
| Quelle: Gemeindeverzeichnis, Cassini und INSEE |      |      |      |      |      |      |      |      |      |

## Sehenswürdigkeiten
- Kirche Saint-Michel: Von der mittelalterlichen Kirche ist noch das gotisch gewölbte Erdgeschoss des Chorturms aus dem 13.(14.?) Jahrhundert erhalten. Dieser Chor wurde im 19. Jahrhundert zur Vorhalle. Das Schiff mit dem die Fenster verbindenden Kämpfergesims und der jetzige Chor sind ein spätklassizistischer Neubau von 1837. Der Turm wurde in einfachen neugotischen Formen Ende des 19. Jahrhunderts errichtet. Im Innern ein mittelalterlicher  Sakramentsschrein.
- Meyerhof: Das Wohngebäude des Meyerhofs soll 1710 erbaut worden sein. 1910 wurde der Bau nach Osten erweitert und die Loggia angefügt. Das Gebäude an der Straße ist älter. Die Fenster mit den abgefasten Rahmen und Pfosten wirken noch (spätest)gotisch. Tor (mit Abtsstab im Wappen) und Türe im Stil des frühen 17. Jahrhunderts profiliert.
- Ehemaliges Pfarrhaus: Der behäbige barocke Walmdachbau von 1719,  Route du Vin Nr. 11,  mit markanten Eckquadern, Segmentbogenfenstern und querovalen Oberlichtern über den Hauseingängen war das Pfarrhaus.
- Brunnen am Kirchplatz

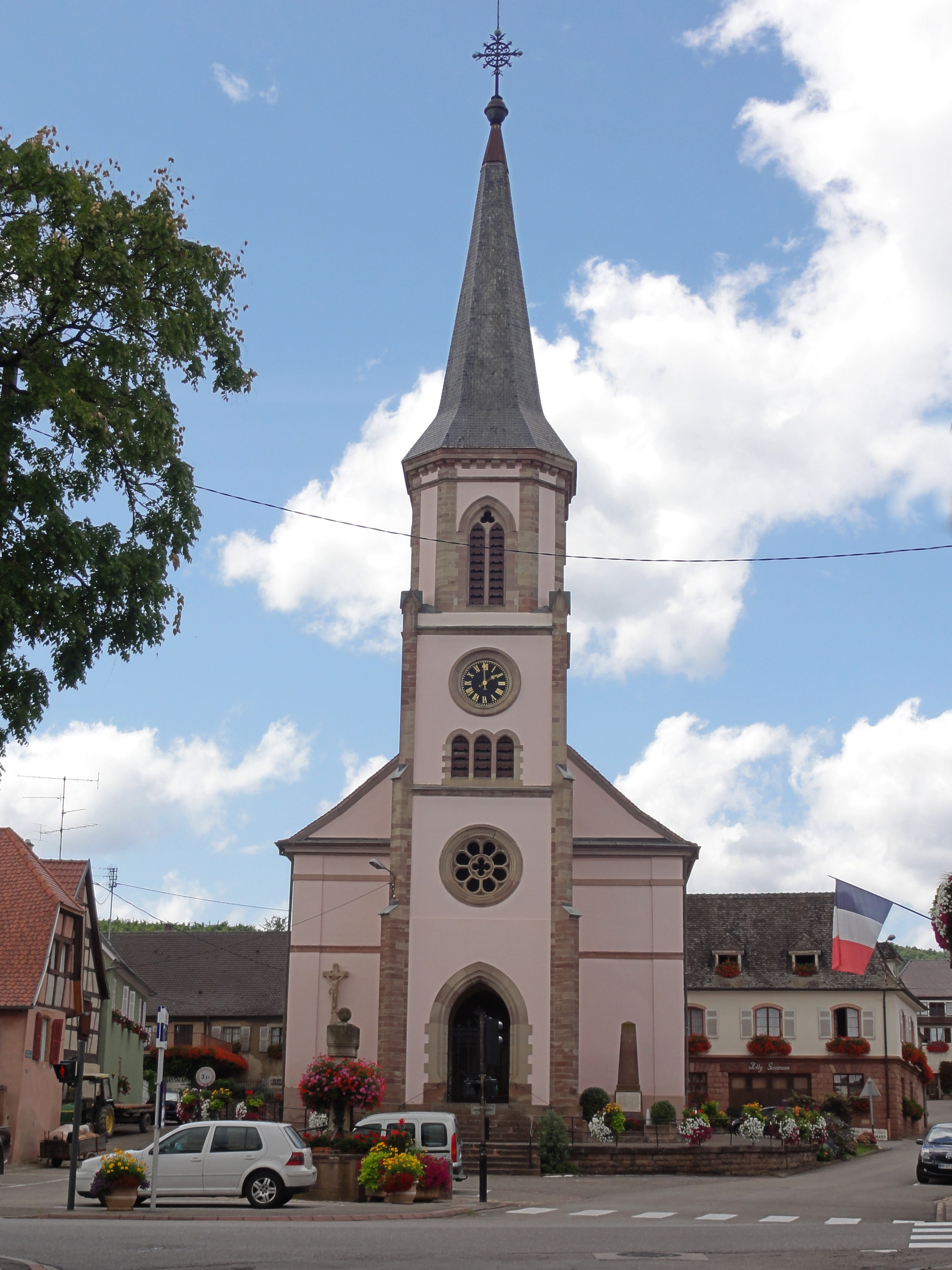
Kirche Saint-Michel
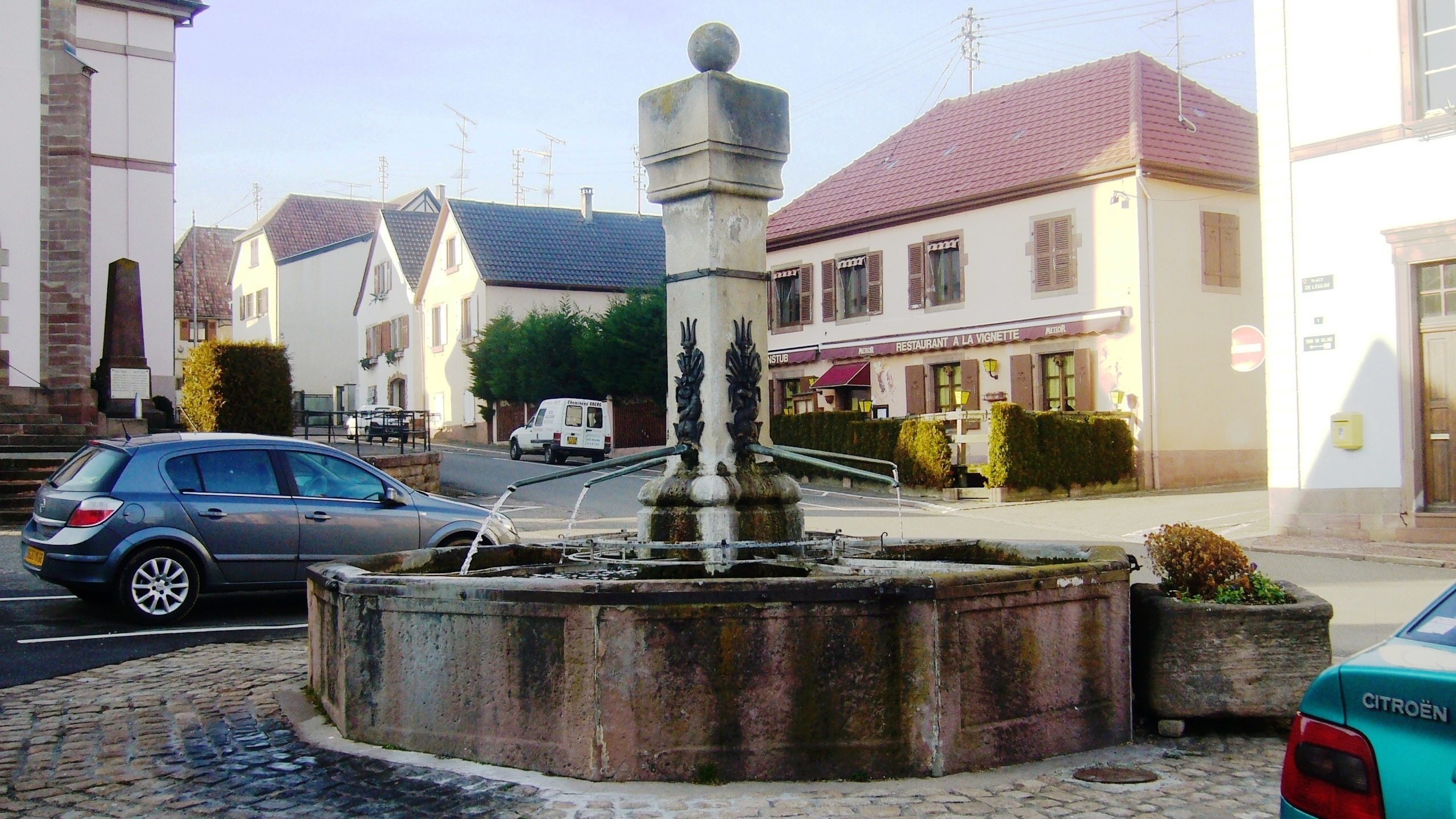
Brunnen am Kirchplatz